# Iwan Pietrowski
Iwan Gieorgijewicz Pietrowski (ros. Иван Георгиевич Петровский, ur. 5 stycznia?/18 stycznia 1901 w Siewsku, zm. 15 stycznia 1973 w Moskwie) – radziecki matematyk, rektor Moskiewskiego Uniwersytetu Państwowego (1951–1973), Bohater Pracy Socjalistycznej (1969).

## Życiorys
W 1917 skończył miejską szkołę realną i podjął studia na Wydziale Fizyczno-Matematycznym Uniwersytetu Moskiewskiego, w 1918 wrócił do rodziny, z którą wkrótce wyjechał do Jelizawietgradu (obecnie Kropywnycki), pracował m.in. jako ślusarz. W 1922 wrócił do Moskwy i kontynuował studia, w 1923 został wykładowcą matematyki na fakultecie robotniczym, w 1927 ukończył Moskiewski Uniwersytet Państwowy w trybie przyśpieszonym, w 1930 ukończył na nim aspiranturę. W 1929 został asystentem i docentem, w 1933 profesorem, w 1935 kierownikiem katedry w stopniu doktora nauk fizyczno-matematycznych, a w 1939 dziekanem Wydziału Matematyczno-Fizycznego, jednocześnie 1935–1937 kierował katedrą analizy matematycznej Uniwersytetu Saratowskiego. Podczas wojny z Niemcami 1941–1943 przebywał na ewakuacji w Taszkencie, Aszchabadzie i Swierdłowsku, w 1943 wrócił do Moskwy i został starszym pracownikiem naukowym Instytutu Matematycznego Akademii Nauk ZSRR, 1947–1949 był zastępcą dyrektora tego instytutu, a 1949–1951 akademikiem-sekretarzem Wydziału Nauk Fizyczno-Matematycznych Akademii Nauk ZSRR. W maju 1951 został rektorem Moskiewskiego Uniwersytetu Państwowego, którym pozostał do końca życia. Napisał wiele prac naukowych, monografii i publikacji. Zajmował się głównie teorią równań różniczkowych, rachunkiem prawdopodobieństwa i topologią krzywych i powierzchni algebraicznych. Jego najważniejsze prace to Równania różniczkowe zwyczajne (1939, wyd. pol. 1953), Równania różniczkowe cząstkowe (1950, wyd. pol. 1955) i Izbrannyje trudy (1987). W latach 1962–1973 był deputowanym do Rady Najwyższej ZSRR od 6 do 8 kadencji, a 1966–1973 członkiem Prezydium Rady Najwyższej ZSRR. W 1955 wszedł w skład Prezydium Radzieckiego Komitetu Obrony Pokoju. W 1965 został doktorem honoris causa Rumuńskiej Akademii Nauk, w 1968 –Uniwersytetu w Lund, w 1960 – Uniwersytetu Karola w Pradze, w 1962 – Uniwersytetu Bukaresztańskiego, a w 1972 – Uniwersytetu Sofijskiego. Został pochowany na Cmentarzu Nowodziewiczym.

## Odznaczenia i nagrody
- Medal Sierp i Młot Bohatera Pracy Socjalistycznej (13 marca 1969)
- Order Lenina (pięciokrotnie – 19 września 1953, 17 stycznia 1961, 14 stycznia 1967, 13 marca 1969 i 15 stycznia 1971)
- Order Czerwonego Sztandaru Pracy (trzykrotnie – 4 listopada 1944, 10 czerwca 1945 i 29 października 1949)
- Nagroda Stalinowska (dwukrotnie – 1946 i 1952)
- Order Pracy I klasy (Węgierska Republika Ludowa, 1964)
- Order Zasługi dla Ojczyzny I klasy (NRD, 1965)
- Order Cyryla i Metodego (Bułgarska Republika Ludowa, 1968)
- Legia Honorowa (Francja, 1971)

I medale.